# Візьми мене з собою
«Візьми мене з собою» — радянський фільм 1989 року, знятий на Одеській кіностудії.

## Сюжет
Моряк Андрій, вирушаючи у відпустку, стає свідком шахрайства молодих людей, що вимагають гроші на вокзалах. Його приваблює героїня «афери» — Світлана. Андрій переймається співчуттям до дівчини, прагне допомогти їй вирватися з порочного кола… Але з'ясовується, що це всього лише спеціально зрежисоване дійство, придумане режисером-авангардистом з метою пожвавлення «відмираючих» театральних форм. Однак життя виявилося винахідливішим будь-якого театру. Ніхто не міг навіть припустити, яким буде фінал у цього «спектаклю»…

## У ролях
- Анна Назарьєва — Світлана, героїня «афери»
- Андрій Смоляков — Микола, аферист
- Андрій Градов — Андрій, моряк
- Олег Севастьянов — режисер-аферист
- Геннадій Сайфулін — батько, носій на вокзалі
- Олександр Гловяк — спільник аферистів
- Ігор Шарапов — Саша, спільник аферистів
- Олександр Пермяков — Макарський, музикант
- Микита Логінов — Вітя «Дятел», пацієнт психлікарні

## Знімальна група
- Режисер — Олександр Полинніков
- Сценарист — Фелікс Дем'янченко
- Оператор — Віктор Ноздрюхін-Заболотний
- Композитор — Віктор Бабушкін
- Художник — Леонід Розсоха